# Благой Д. Иванов
Благой Димитров Иванов е български писател, кинокритик и издател. Темите на повечето му публикации са свързани с жанрова литература, попкултура и кино.

## Биография
Роден е на 8 юли 1980 г. в София. През 1999 г. завършва I СОУ „Пенчо Славейков“ в профилирана паралелка с разширено изучаване на биология, химия и латински език. Въпреки интересите си към зоологията и палеонтологията, в последния момент се преориентира към седмото изкуство и през 2004 г. завършва семестриално магистратура по кинознание в НАТФИЗ „Кръстьо Сарафов“, а две години по-късно защитава дипломна работа, фокусирана върху историята на филмовите зомбита. 

## Творчество
През есента на 1997 г. публикува „Преобразяване“ в сп. „Върколак“ – разказът печели конкурс за най-добър кратък хорър.  През следващите години разкази се появяват в редица списания („Тера Фантастика“ и „Дракус“) и антологии („Точка на пристигане“ и „Звяр незнаен“), а през 2011 г., заедно с Адриан Лазаровски и Бранимир Събев, съставя „До Ада и назад“ – първата антология с разкази на ужаса от изцяло български автори. През 2024 г. е едноличен съставител на жанровата антология „Възкресения“. Има и два кратки превода – на разказите „Котенца“ от Дийн Кунц и „Шампионът“ от Ричард Леймън.
През 1999 г. в съавторство с Пламен Андреев пише и публикува във вестник „Литературен форум“ разказа „Плажна боя“ – единствената му кратка история, която не е била преиздавана никога след това.
Под името Благой Димитров в списание „Кръг“ публикува през 2004 г. две стихотворения – „Лекомислие по класически“ и „То: шемет и проказа“.

## Отличия
- Разказът „Преобразяване“ печели първа награда на литературния конкурс за хорър на списание „Върколак“ през 1997 г.
- Романът „Тринайсет чудовища за Хелоуин“ печели наградата „Константин Константинов“ в категория „Автор“ през 2024 г.